# Connaissance tacite
Les connaissances tacites regroupent les compétences innées ou acquises, le savoir-faire et l'expérience.
Parfois dénommées « connaissances endosomatiques » car portées par le corps de la personne, elles sont généralement difficiles à « formaliser » par opposition aux connaissances explicites.
Dans une entreprise, la connaissance tacite peut s'assimiler au capital intellectuel. C'est un actif intangible.

## Exemples de mise en œuvre de connaissances tacites
Exemples de compétences impliquant des connaissances tacites :
- Dribler habilement pour marquer un but au foot
- Gérer un projet complexe
- Improviser un sketch
- Résoudre un problème informatique
- Composer une œuvre musicale ou d'art plastique